# Promiscolus sesquistriatus
Promiscolus sesquistriatus är en stekelart som beskrevs av Jean-Jacques Kieffer 1921. Promiscolus sesquistriatus ingår i släktet Promiscolus och familjen bracksteklar. Inga underarter finns listade i Catalogue of Life.